# Hale (Mondkrater)
Hale ist ein Einschlagkrater im äußersten Südosten der Mondvorderseite, südlich des Kraters Wexler und südöstlich von Neumayer.
Der Kraterrand ist nur wenig erodiert mit ausgeprägten Terrassierungen, das Innere ist weitgehend eben mit einem Zentralberg. Die Entstehungszeit fällt in die spät-imbrische Periode.

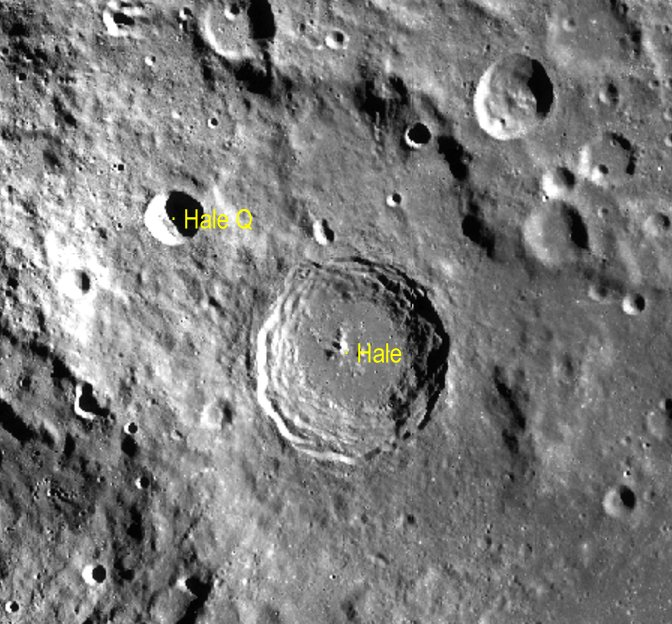
Hale mit seinem Nebenkratern

Hale hat einen mit Q bezeichneten Nebenkrater:
| Buchstabe | Position          | Durchmesser | Link |
| --------- | ----------------- | ----------- | ---- |
| Q         | 76,5° S, 83,86° O | 23 km       |      |

Der Krater wurde 1964 von der IAU nach dem US-amerikanischen Astronomen George Ellery Hale und dem britischen Erfinder William Hale offiziell benannt.